# 2004年オーストラリアグランプリ
2004年オーストラリアグランプリ (2004 Formula 1 Foster's Australian Grand Prix) は、2004年F1世界選手権の開幕戦として、2004年3月7日にアルバート・パーク・サーキットで開催された。フェラーリのミハエル・シューマッハがポールトゥウィンを達成し、チームメイトのルーベンス・バリチェロが2位に入賞した。フェラーリはコンストラクターズポイントを18ポイント獲得し、2位に9ポイントと大きな差をつけた。ウィリアムズ、ルノー、B・A・Rがこれに続いた。前年好調であったマクラーレンはデビッド・クルサードが8位入賞、1ポイントを獲得した。

## レース概要
予選でフェラーリがフロントローを独占、ファン・パブロ・モントーヤが3番手に入った。ジャンマリア・ブルーニ、クリスチャン・クリエン、オリビエ・パニスは時間内にタイムアタックすることができなかった。
決勝ではフェラーリが他チームに対して優位な立場にあることが証明された。シューマッハとバリチェロによるフェラーリの1-2は、2002年日本グランプリ以来であった。2位のバリチェロと3位のフェルナンド・アロンソの間には20秒以上の差があった。シューマッハは58ラップすべてで首位を明け渡すこと無くチェッカーを受けた。スタートでモントーヤはルノーのアロンソに隙を突かれ、縁石を超えて芝生に乗り上げ大きく順位を落とす。モントーヤはチームメイトのラルフ・シューマッハの後方に下がった。ラルフをレースで一時は追い抜きながらも、結局モントーヤはラルフに次ぐ5位でレースを終えた。
アロンソは3位でルノーを表彰台に導いたが、ジェンソン・バトンは6位に終わった。マクラーレンは前年ほどの戦闘力が無く、キミ・ライコネンはエンジントラブルでリタイアし、クルサードが8位入賞、ようやく1ポイントを獲得した。マクラーレンは予選では中盤に沈み、ライコネンが10位、クルサードが12位であった。
ザウバーのジャンカルロ・フィジケラはジョーダンのニック・ハイドフェルドと共に中段グループで長時間争った。フィジケラがハイドフェルドをパスし、ハイドフェルドは後にトランスミッションの不具合でリタイアした。
この他、ミナルディのゾルト・バウムガルトナー、ジャガーのマーク・ウェバー、ザウバーのフェリペ・マッサがリタイアした。ウェバーは6番手でスタートしたが、29ラップ目にトランスミッションのトラブルに泣いた。マッサは360度のスピンを乗り切ったものの、エンジンブローでリタイアした。

## 決勝
| 順位     | No | ドライバー                 | チーム                  | 周回 | タイム             | グリッド | ポイント |
| -------- | -- | -------------------------- | ----------------------- | ---- | ------------------ | -------- | -------- |
| 1        | 1  | ミハエル・シューマッハ     | フェラーリ              | 58   | 1:24:15.757        | 1        | 10       |
| 2        | 2  | ルーベンス・バリチェロ     | フェラーリ              | 58   | +13.605            | 2        | 8        |
| 3        | 8  | フェルナンド・アロンソ     | ルノー                  | 58   | +34.673            | 5        | 6        |
| 4        | 4  | ラルフ・シューマッハ       | ウィリアムズ-BMW        | 58   | +1:00.423          | 8        | 5        |
| 5        | 3  | ファン・パブロ・モントーヤ | ウィリアムズ-BMW        | 58   | +1:08.536          | 3        | 4        |
| 6        | 9  | ジェンソン・バトン         | B・A・R-ホンダ          | 58   | +1:10.598          | 4        | 3        |
| 7        | 7  | ヤルノ・トゥルーリ         | ルノー                  | 57   | +1 Lap             | 9        | 2        |
| 8        | 5  | デビッド・クルサード       | マクラーレン-メルセデス | 57   | +1 Lap             | 12       | 1        |
| 9        | 10 | 佐藤琢磨                   | B・A・R-ホンダ          | 57   | +1 Lap             | 7        |          |
| 10       | 11 | ジャンカルロ・フィジケラ   | ザウバー-ペトロナス     | 57   | +1 Lap             | 14       |          |
| 11       | 15 | クリスチャン・クリエン     | ジャガー-コスワース     | 56   | +2 Laps            | 19       |          |
| 12       | 16 | クリスチアーノ・ダ・マッタ | トヨタ                  | 56   | +2 Laps            | 13       |          |
| 13       | 17 | オリビエ・パニス           | トヨタ                  | 56   | +2 Laps            | 18       |          |
| 14       | 19 | ジョルジオ・パンターノ     | ジョーダン-フォード     | 55   | +3 Laps            | 16       |          |
| リタイア | 12 | フェリペ・マッサ           | ザウバー-ペトロナス     | 44   | エンジン           | 11       |          |
| リタイア | 18 | ニック・ハイドフェルド     | ジョーダン-フォード     | 43   | トランスミッション | 15       |          |
| NC       | 20 | ジャンマリア・ブルーニ     | ミナルディ-コスワース   | 43   | Not Classified     | 20       |          |
| リタイア | 14 | マーク・ウェバー           | ジャガー-コスワース     | 29   | トランスミッション | 6        |          |
| リタイア | 21 | ゾルト・バウムガルトナー   | ミナルディ-コスワース   | 13   | 電気系             | 17       |          |
| リタイア | 6  | キミ・ライコネン           | マクラーレン-メルセデス | 9    | エンジン           | 10       |          |

## 第1戦終了時点でのランキング
| 順位 | ドライバー                 | ポイント |
| ---- | -------------------------- | -------- |
| 1    | ミハエル・シューマッハ     | 10       |
| 2    | ルーベンス・バリチェロ     | 8        |
| 3    | フェルナンド・アロンソ     | 6        |
| 4    | ラルフ・シューマッハ       | 5        |
| 5    | ファン・パブロ・モントーヤ | 4        |

| 順位 | コンストラクター        | ポイント |
| ---- | ----------------------- | -------- |
| 1    | フェラーリ              | 18       |
| 2    | ウィリアムズ-BMW        | 9        |
| 3    | ルノー                  | 8        |
| 4    | B・A・R-ホンダ          | 3        |
| 5    | マクラーレン-メルセデス | 1        |

- 注：ドライバー、コンストラクター共にトップ5のみ表示。

## 参照
1. 1 2  "McLaren knows its weaknesses" Motorsport.com Retrieved 28 December 2007
2. ↑  "2004 Australian Grand Prix starting grid" Motorsport.com Retrieved 28 December 2007
3. ↑  "Dominant Australian GP win for Schumacher" Motorsport.com Retrieved 28 December 2007

|                                         | FIA F1世界選手権 2004年シーズン | 次戦 2004年マレーシアグランプリ         |
| 前回開催 2003年オーストラリアグランプリ | オーストラリアグランプリ        | 次回開催 2005年オーストラリアグランプリ |

座標: 南緯37度50分59秒 東経144度58分06秒 / 南緯37.84972度 東経144.96833度